# Toni-Seelos-Olympiaschanze
Die Toni-Seelos-Olympiaschanze in Seefeld in Tirol und Telfs in Österreich ist eine Skisprungschanze mit der Schanzengröße HS 109. Zur Anlage gehört noch eine mittlere Schanze mit HS 75. Nach älterer Klassifikation haben die Schanzen einen Konstruktionspunkt von K 99 bzw. K 68. Bis 2003 standen noch Schanzen K 20, K 37 und K 50. Auf der Schanzenanlage wurden Sprungwettkämpfe der Olympischen Winterspiele 1964 und 1976 sowie der Nordischen Skiweltmeisterschaften 1985 und 2019 abgehalten. Seit 2014 findet hier zudem jährlich das Nordic Combined Triple statt.
Sie ist die größere Schanze des nordischen Zentrums Olympiaregion Seefeld. Die Schanze liegt zwar zum Großteil auf Telfer Gemeindegebiet, sie befindet sich aber im Eigentum der Gemeinde Seefeld und wird auch von dieser betrieben.

## Geschichte

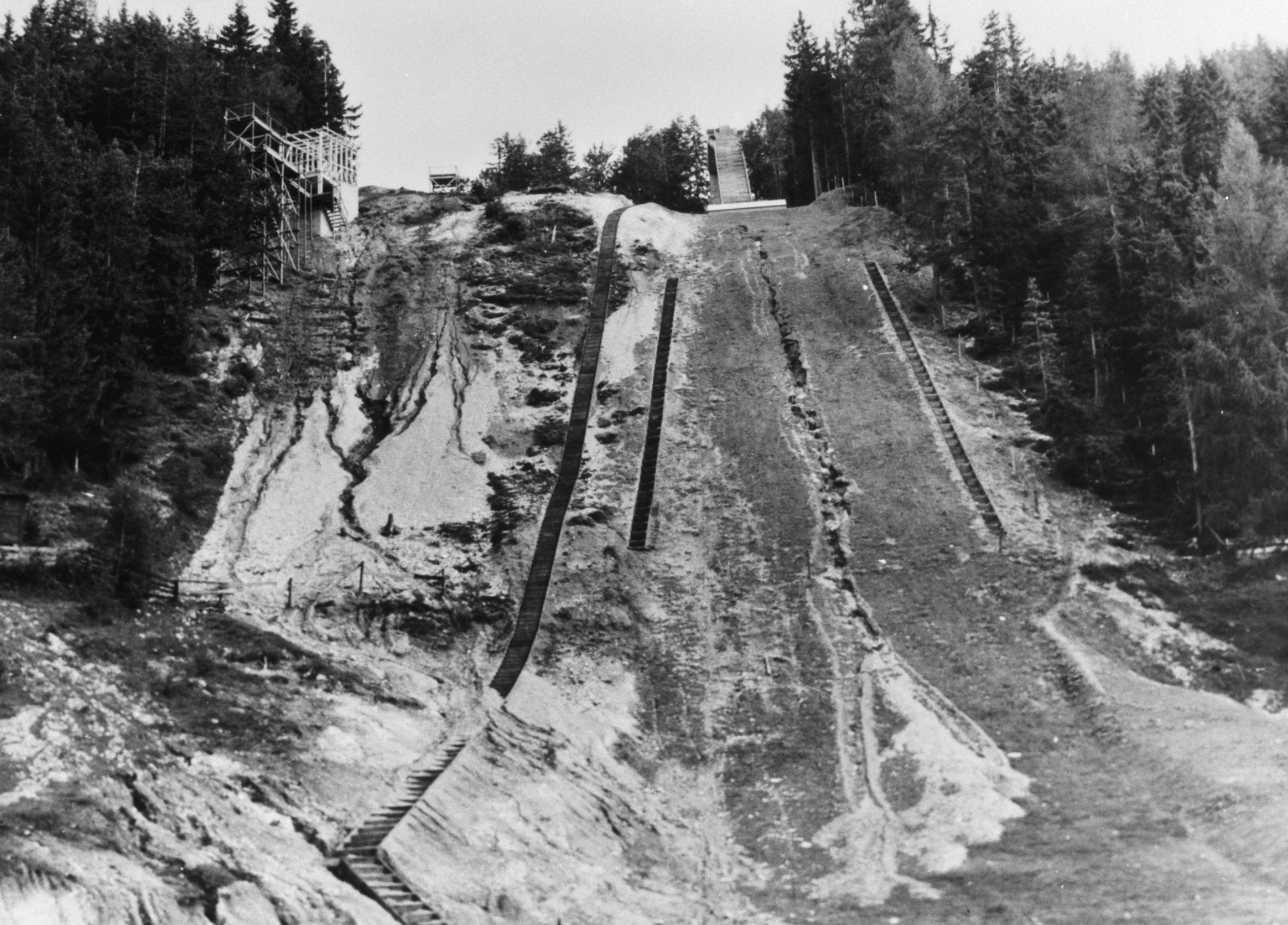
Bauarbeiten für die Olympischen Spiele 1964 (1963)

Die erste Schanze wurde in Seefeld 1931 errichtet. Zuerst Jahnschanze genannt, wurde sie 1948 nach der Skilegende Toni Seelos benannt. Als 1964 in Innsbruck die Olympischen Winterspiele ausgetragen wurden, benötigte man zusätzlich zur Großschanze am Bergisel eine Normalschanze. Die Normalschanzen-Wettbewerbe wurden in Seefeld durchgeführt, und die Schanze zur K 72,5-Schanze umgebaut. Dazu wurde der bislang vorhandene Naturanlauf durch einen 14 Meter hohen Turm ersetzt. 1976 wurden die Olympischen Winterspiele erneut in Innsbruck abgehalten, nachdem Denver, das schon den Zuschlag erhalten hatte, absagt hatte. Seefeld war wieder Wettbewerbsort für die Springen von der Normalschanze. Der Wettkampf von der Großschanze fand auf der Innsbrucker Bergiselschanze statt. Auch für die Nordische WM im Jahre 1985 wurde in Seefeld gesprungen.
2003 wurde die Anlage als K 90-Schanze ausgebaut. Drei kleinere Schanzen (K 20, K 37 und K 50) wurden dabei abgerissen. 2005 fand auf der K 90-Schanze die Winter-Universiade statt. Die K 90-Schanze und die Casino-Arena werden auch für die Nordische Kombination genutzt. Im Zuge der ersten Olympischen Jugend-Winterspiele in Innsbruck 2012 mussten die K 90-Schanze und der Kampfrichterturm im April 2010 einer K 99-Schanze und eine K 68-Schanze weichen. Die neuen Schanzen wurden am 16. November 2010 eingeweiht.

## Internationale Wettbewerbe
Genannt werden alle von der FIS organisierten Sprungwettbewerbe.
| Datum             | Kategorie         | Schanze | 1. Platz                                                                      | 2. Platz                                                                               | 3. Platz                                                                     |
| ----------------- | ----------------- | ------- | ----------------------------------------------------------------------------- | -------------------------------------------------------------------------------------- | ---------------------------------------------------------------------------- |
| 1964              | Olympia           | K72     | Veikko Kankkonen                                                              | Toralf Engan                                                                           | Torgeir Brandtzæg                                                            |
| 7. Februar 1976   | Olympia           | K72     | Hans-Georg Aschenbach                                                         | Jochen Danneberg                                                                       | Karl Schnabl                                                                 |
| 26. Januar 1985   | Weltmeisterschaft | K72     | Jens Weißflog                                                                 | Andreas Felder                                                                         | Per Bergerud                                                                 |
| 1990              | Europacup         | K90     | Alexander Pointner                                                            | Rajko Lotrič                                                                           | Franz Wiegele                                                                |
| 17. Februar 1991  | Europacup         | K90     | Régis Bajard                                                                  | Martin Höllwarth                                                                       | Franz Neuländtner                                                            |
| 31. Januar 1996   | Continental Cup   | K90     | Andreas Goldberger                                                            | Samo Gostiša                                                                           | Reinhard Schwarzenberger                                                     |
| 1. Januar 2003    | Continental Cup   | K90     | Christian Nagiller                                                            | Reinhard Schwarzenberger                                                               | Wolfgang Loitzl                                                              |
| 1. Januar 2004    | Continental Cup   | HS100   | Wolfgang Loitzl                                                               | Christian Nagiller                                                                     | Juha-Matti Ruuskanen                                                         |
| 24. Januar 2004   | FIS-Rennen        | HS100   | Primož Zupan                                                                  | Jurij Tepeš                                                                            | Matevž Šparovec                                                              |
| 25. Januar 2004   | FIS-Rennen        | HS100   | Tobias Bogner                                                                 | Nicolas Fettner                                                                        | Manuel Resch                                                                 |
| 18. Dezember 2004 | FIS-Rennen        | HS100   | Nejc Frank                                                                    | Daniel Lackner                                                                         | Jurij Tepeš                                                                  |
| 19. Dezember 2004 | FIS-Rennen        | HS100   | Wettkampf abgesagt                                                            | Wettkampf abgesagt                                                                     | Wettkampf abgesagt                                                           |
| 1. Januar 2005    | Continental Cup   | HS100   | Dmitri Ipatow                                                                 | Reinhard Schwarzenberger                                                               | Manuel Fettner                                                               |
| 13. Januar 2005   | Universiade       | HS100   | Manuel Fettner                                                                | Reinhard Schwarzenberger                                                               | Nejc Frank                                                                   |
| 13. Januar 2005   | Universiade       | HS100   | Daniela Iraschko                                                              | Monika Pogladič                                                                        | Seiko Koasa                                                                  |
| 14. Januar 2005   | Universiade       | HS100   | SlowenienAnže Damjan Matevž Šparovec Rok Urbanc Nejc Frank                    | PolenGrzegorz Sobczyk Rafał Śliż Marcin Bachleda Krystian Długopolski                  | ÖsterreichStefan Kaiser Christoph Strickner Alexander Leiwald Manuel Fettner |
| 1. Januar 2006    | FIS Cup           | HS100   | Mario Innauer                                                                 | Gregor Schlierenzauer                                                                  | Matevž Šparovec                                                              |
| 22. Dezember 2006 | FIS-Rennen        | HS100   | Felix Schoft                                                                  | Oliver Alberer                                                                         | Robert Hrgota                                                                |
| 23. Dezember 2006 | FIS-Rennen        | HS100   | Felix Schoft                                                                  | Primož Roglič                                                                          | Oliver Alberer                                                               |
| 1. Januar 2007    | FIS Cup           | HS100   | Daniel Lackner                                                                | Radik Schaparow                                                                        | Thomas Thurnbichler                                                          |
| 21. Dezember 2007 | FIS-Rennen        | HS100   | Manuel Poppinger                                                              | Andreas Strolz                                                                         | David Unterberger                                                            |
| 22. Dezember 2007 | FIS-Rennen        | HS100   | Andreas Strolz                                                                | Lukas Bergmann                                                                         | David Unterberger                                                            |
| 19. Dezember 2008 | Alpencup          | HS100   | Lukas Müller                                                                  | Manuel Poppinger                                                                       | Rožle Žagar                                                                  |
| 20. Dezember 2008 | Alpencup          | HS100   | Lukas Müller                                                                  | Michael Hayböck                                                                        | Johannes Lenz                                                                |
| 18. Dezember 2009 | Alpencup          | HS100   | Florian Schabereiter                                                          | Daniel Wenig                                                                           | Markus Schiffner                                                             |
| 19. Dezember 2009 | Alpencup          | HS100   | Johannes Obermayr                                                             | Florian Schabereiter                                                                   | Thomas Lackner                                                               |
| 17. Dezember 2010 | Alpencup          | HS100   | Stephan Leyhe                                                                 | Thomas Lackner                                                                         | Christian Reiter                                                             |
| 18. Dezember 2010 | Alpencup          | HS100   | Thomas Diethart                                                               | Thomas Lackner                                                                         | Stefan Kraft                                                                 |
| 14. Januar 2012   | Jugend-Olympia    | HS100   | Anže Lanišek                                                                  | Mats Berggård                                                                          | Yukiya Satō                                                                  |
| 14. Januar 2012   | Jugend-Olympia    | HS100   | Sara Takanashi                                                                | Katharina Althaus                                                                      | Urša Bogataj                                                                 |
| 21. Januar 2012   | Jugend-Olympia    | HS100   | DeutschlandKatharina Althaus Tom Lubitz Andreas Wellinger                     | SlowenienUrša Bogataj Luka Pintarič Anže Lanišek                                       | KanadaTaylor Henrich Nathaniel Mah Dusty Korek                               |
| 15. Dezember 2012 | Alpencup          | HS100   | Cene Prevc                                                                    | Simon Greiderer                                                                        | Elias Tollinger                                                              |
| 16. Dezember 2012 | Alpencup          | HS100   | Cene Prevc                                                                    | Matic Benedik                                                                          | Rok Justin                                                                   |
| 26. Februar 2019  | Weltmeisterschaft | HS109   | DeutschlandJuliane Seyfarth Ramona Straub Carina Vogt Katharina Althaus       | ÖsterreichEva Pinkelnig Jacqueline Seifriedsberger Chiara Hölzl Daniela Iraschko-Stolz | NorwegenAnna Odine Strøm Ingebjørg Saglien Bråten Silje Opseth Maren Lundby  |
| 27. Februar 2019  | Weltmeisterschaft | HS109   | Maren Lundby                                                                  | Katharina Althaus                                                                      | Daniela Iraschko-Stolz                                                       |
| 1. März 2019      | Weltmeisterschaft | HS109   | Dawid Kubacki                                                                 | Kamil Stoch                                                                            | Stefan Kraft                                                                 |
| 2. März 2019      | Weltmeisterschaft | HS109   | DeutschlandKatharina Althaus Markus Eisenbichler Juliane Seyfarth Karl Geiger | ÖsterreichEva Pinkelnig Philipp Aschenwald Daniela Iraschko-Stolz Stefan Kraft         | NorwegenAnna Odine Strøm Robert Johansson Maren Lundby Andreas Stjernen      |
| 20. Dezember 2019 | Alpencup          | HS109   | Žak Mogel                                                                     | Rok Masle                                                                              | Josef Ritzer                                                                 |
| 21. Dezember 2019 | Alpencup          | HS109   | Lisa Eder                                                                     | Nika Prevc                                                                             | Julia Mühlbacher                                                             |
| 21. Dezember 2019 | Alpencup          | HS109   | Marco Wörgötter                                                               | Mathis Contamine                                                                       | Markus Müller                                                                |
| 22. Dezember 2019 | Alpencup          | HS109   | Lisa Eder                                                                     | Julia Mühlbacher                                                                       | Vanessa Moharitsch Lucile Morat                                              |
| 18. Dezember 2020 | Alpencup          | HS109   | Nika Prevc                                                                    | Nika Vetrih                                                                            | Camilla Henni Comazzi                                                        |
| 18. Dezember 2020 | Alpencup          | HS109   | Elias Medwed                                                                  | Rok Masle                                                                              | Jernej Presečnik                                                             |
| 19. Dezember 2020 | Alpencup          | HS109   | Nika Prevc                                                                    | Vanessa Moharitsch                                                                     | Jerneja Repinc Zupančič                                                      |
| 19. Dezember 2020 | Alpencup          | HS109   | Elias Medwed                                                                  | Jernej Presečnik                                                                       | Hannes Landerer                                                              |